# Farmakopea Polska

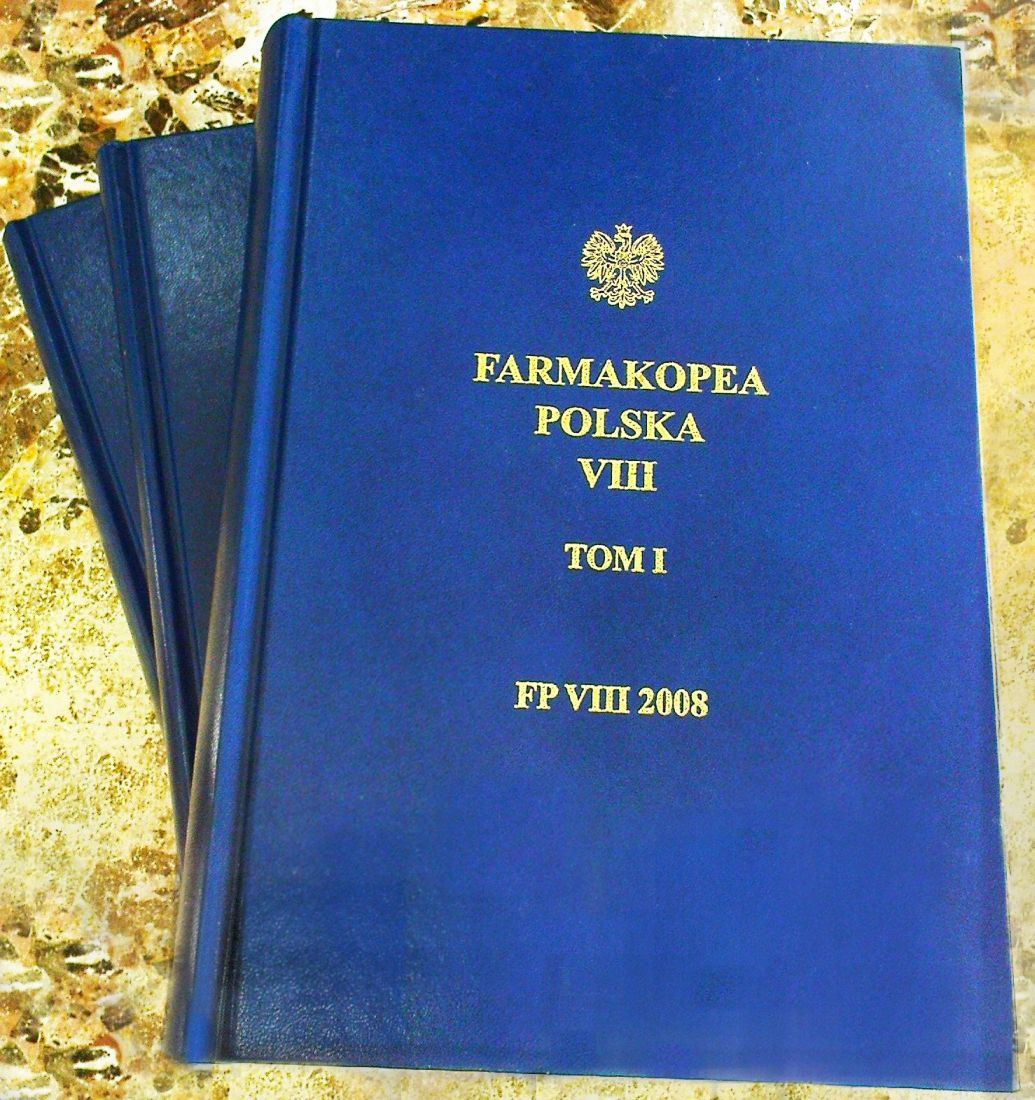
Farmakopea Polska VIII

Farmakopea Polska – farmakopea określająca podstawowe wymagania jakościowe oraz metody badania produktów leczniczych i ich opakowań oraz surowców farmaceutycznych w Polsce. Jest opracowywana i wydawana przez Urząd Rejestracji Produktów Leczniczych, Wyrobów Medycznych i Produktów Biobójczych. 
W roku 2017 ukazała się Farmakopea Polska XI, która stanowi polskojęzyczny tekst Farmakopei Europejskiej 9. Niektóre surowce i preparaty jednak posiadają swoją monografię w poprzednich wydaniach Farmakopei Polskiej (w obecnym ich nie ma) i monografie te obowiązują dla produkowanych preparatów oraz surowców farmaceutycznych przeznaczonych do receptury aptecznej, pod warunkiem że mają świadectwo dopuszczenia do obrotu (pozwolenie na wprowadzenie do obrotu) wydane przez Urząd Rejestracji Produktów Leczniczych, Wyrobów Medycznych i Produktów Biobójczych. 
W suplemencie FP X z 2015 roku, w rozdziale „Monografie narodowe” (czyli nieposiadające odpowiednika w Farmakopei Europejskiej), wprowadzone zostały zaktualizowane monografie zamieszczone w poprzednich wydaniach FP, między innymi Aqua Calcis, Calcii oxidum, Iodoformium..
Komisja Farmakopei Polskiej planuje wprowadzenie w następnych suplementach, w rozdziale „Monografie narodowe”, informacji o substancjach (na podstawie monografii farmakopealnych innych krajów lub specyfikacji własnych wytwórcy), których nie zamieszczono we wcześniejszych wydaniach FP, mimo że substancje te były lub są dopuszczone w Polsce do obrotu (na przykład o zieleni brylantowej).

## Dotychczasowe farmakopee w Polsce
- Dispensatorium Gedanensae (1665)
- Dispensatorium Pharmacopeia Cracoviensi (1683)
- Farmakopea Polska I –  Farmacopoea Regni Poloniae, Autoritae Ministerii Administrationis Rerum Internarum et Disciplinae Publicae, Edita a Consilio Supremo Sanitatis Varsoviae (1817)
- Farmakopea Polska II (1937, przedruk w 1946)
- Farmakopea Polska III (1954, suplementy w 1956, 1959, 1962)
- Farmakopea Polska IV (tom I w 1965, tom II w 1970, suplement w 1973)
- Farmakopea Polska V (tom I–V w latach 1990-1999 oraz suplement I 1995)
- Farmakopea Polska VI (2002 oraz suplement w 2005)
- Farmakopea Polska VII, (tom I, 2006, oraz suplement, 2007), na podstawie Ph. Eur. 5, tom I
- Farmakopea Polska VIII (tom I–III, 2008, oraz suplementy w 2009 i 2010), na podstawie Ph. Eur. 6
- Farmakopea Polska IX (tom I–II, 2011, oraz suplementy w 2012 i 2013), na podstawie Ph. Eur. 7 i jej suplementów
- Farmakopea Polska X (tom I–II, 2014, oraz suplement 2015) na podstawie Ph. Eur. 8 i jej suplementów
- Farmakopea Polska XI (tom I–III, 2017) na podstawie Ph. Eur. 9 i jej suplementów
- Farmakopea Polska XII (tom I: ISBN 978-83-8172-541-5, tom II: ISBN 978-83-8172-542-2, tom III: ISBN 978-83-8172-543-9; 2020)
- Farmakopea Polska XIII (2023; zawiera polską wersję materiałów Farmakopei Europejskiej 11.0 – 11.2 oraz działy narodowe, tj. nieposiadające odpowiedników w Ph. Eur. Datą, od której obowiązują wymagania określone w FP XIII 2023, w zakresie wymagań narodowych, jest dzień 1 stycznia 2024 r. z wyjątkiem danych ujętych w „Wykazie dawek” i w „Wykazie substancji silnie działających (Wykaz B)” dla nowych pozycji, tj. Melatoninum, Mirabegronum, Saxagliptinum monohydricum, Valgancicloviri hydrochloridum, które obowiązują od dnia 1 czerwca 2024 r. - Informacja Prezesa URPL z dnia 30 listopada 2023 r. o części podstawowej Farmakopei Polskiej wydanie XIII (FP XIII 2023))